# Guglielmo Malatesta de San Mauro
Guglielmo Malatesta de San Mauro fou fill de Malatesta Malatesta de San Mauro, i fou consenyor de San Mauro, Monleone, Calbana, Calbanella, Ginestreto, Secchiano Castiglione. Fou podestà de Pesaro, i podestà de Perusa el 1421. No es coneix la data de la seva mort. Va deixar només una filla de nom Magdalena.